# Cała ty
Cała ty – pierwszy album studyjny polskiej piosenkarki Sylwii Wiśniewskiej, wydany 26 czerwca 2000 roku przez wytwórnię Pomaton EMI. Album zawiera 13 utworów. Płytę promowały cztery single: „Cała ty”, „Nieważne co wczoraj”, „Użyj moich sił” i „Jeden ty i jedna ja”.

## Lista utworów[2]
| Numer ścieżki        | Tytuł                      | Muzyka                                              | Słowa                                | Czas  |
| -------------------- | -------------------------- | --------------------------------------------------- | ------------------------------------ | ----- |
| 1.                   | „Bilet w jedną stronę”     | Michał Ciechan                                      | Sylwia Wiśniewska                    | 3:37  |
| 2.                   | „Za mało mam”              | Wojciech Olszak                                     | Sylwia Wiśniewska                    | 3:47  |
| 3.                   | „Na huśtawce świat”        | Michał Grymuza                                      | Andrzej Ignatowski                   | 3:50  |
| 4.                   | „Nieważne co wczoraj”      | Aleksander Maksimow                                 | Andrzej Ignatowski                   | 3:58  |
| 5.                   | „Cała ty”                  | Anthony Kavanagh, Marti Frederiksen, Myles Benedict | Sylwia Wiśniewska                    | 3:47  |
| 6.                   | „Użyj moich sił”           | Paweł Skorupka                                      | Paulina Zengteler, Sylwia Wiśniewska | 3:22  |
| 7.                   | „Słowa szeptane do ucha”   | Michał Grymuza                                      | Andrzej Ignatowski                   | 4:11  |
| 8.                   | „Milczenie – złotem”       | Wojciech Olszak                                     | Sylwia Wiśniewska                    | 3:43  |
| 9.                   | „Pytasz mnie, jak to jest” | Paweł Skorupka                                      | Sylwia Wiśniewska                    | 3:51  |
| 10.                  | „Jeden ty i jedna ja”      | Michał Ciechan                                      | Sylwia Wiśniewska                    | 3:38  |
| 11.                  | „Nie ten scenariusz”       | Wojciech Olszak                                     | Andrzej Ignatowski                   | 4:31  |
| 12.                  | „Oddychaj i tańcz”         | Michał Ciechan                                      | Sylwia Wiśniewska                    | 4:15  |
| 13.                  | „Odpływają kawiarenki”     | Wojciech Trzciński                                  | Jerzy Kleyny                         | 3:29  |
| Łączny czas utworów: | Łączny czas utworów:       | Łączny czas utworów:                                | Łączny czas utworów:                 | 49:59 |

## Twórcy
- Sylwia Wiśniewska – wokal
- Wojciech Olszak – produkcja muzyczna, aranżacje
- Grzegorz Piwkowski – mastering
- Piotr Porębski – zdjęcia
- Michał Ciechan – aranżacje[2]